# Arie Hassink
Arie Hassink (né le 9 décembre 1950 à Nede) est un coureur cycliste néerlandais.

## Biographie
Resté amateur, Arie Hassink a été champion des Pays-Bas sur route amateurs en 1976 et remporté l'Olympia's Tour en 1977 et 1978. Il a participé aux Jeux olympiques de 1976, à Montréal, où il a pris la 25e place de la course individuelle sur route, et la 17e du contre-la-montre par équipes.
Devenu directeur sportif dans les années 2000, il dirige les équipes Löwik Meubelen de 2003 à 2006, puis TT Raiko Stolting en 2012. Son fils Arne a été membre de ces deux équipes. Sa fille Areke a également été cycliste au cours des années 2000.

## Palmarès
- 1971
  - Circuit de Campine
  - Tour de Gendringen
  - 2e du Circuit des mines
  - 2e du Tour du Limbourg
- 1972
  - Prologue de l'Olympia's Tour
  - 2e du Ronde van Midden-Nederland
- 1973
  - 1re étape de l'Olympia's Tour
- 1975
  - 2e du Tour de Hollande-Septentrionale
  - 3e du championnat des Pays-Bas de poursuite amateurs
- 1976
  -  Champion des Pays-Bas sur route amateurs
  - Circuit de Campine
  - Tour d'Overijssel
  - Prologue et 8e étape de l'Olympia's Tour
  - 2e de l'Olympia's Tour
- 1977
  - Olympia's Tour :
    - Classement général
    - 3e étape

  - 2e étape de la Coors Classic
  - 3e du Circuit de Campine
- 1978
  - Olympia's Tour :
    - Classement général
    - 1re étape

  - Tour de Cologne amateurs
  - 4eb étape du Tour du Hainaut occidental
  - Cologne-Schuld-Frechen
- 1979
  - Cologne-Schuld-Frechen
  - 2e du Tour de Hollande-Septentrionale
- 1981
  - Tour de Gendringen
  - 2e de la Ster van Zwolle
  - 3e du Ronde van Midden-Nederland
- 1982
  - 6eb étape de l'Olympia's Tour
  - Cologne-Schuld-Frechen
- 1983
  - 2e du Circuit des mines
  - 3e du Ronde van Zuid-Holland